# Streblospio benedicti
Streblospio benedicti ist ein mariner Ringelwurm aus der Familie der Spionidae innerhalb der Klasse der Vielborster (Polychaeten), der in Meeren auf der Nordhalbkugel verbreitet ist.

## Merkmale
Streblospio benedicti hat einen bis etwa 1 cm langen, weißen bis rötlichen Körper mit rund 50 Segmenten. Das stumpf kegelförmige Prostomium trägt 1 bis 2 Paar Augen, aber keine Antennen. 2 lange Palpen sind vorhanden. Das erste Segment hat bauchseitig eine Lippe und am Rücken zwei zylindrische Kiemen, die den Palpen ähneln. Das zweite borstentragende Segment hat zwischen den Parapodien einen Kragen. Ab dem 7. oder 9. borstentragenden Segment sitzen an den Parapodien kapillarartige Borsten, 4 bis 10 haubentragende Haken, an denen distal 4 Zähne und subdistal ein weiterer, größerer Zahn sitzen, und ein Stachel. Das Pygidium ist schwach zweilappig.

## Verbreitung und Lebensraum
Streblospio benedicti ist im nördlichen Pazifischen Ozean, dem nördlichen Atlantischen Ozean bis zum Mittelmeer, dem Schwarzen Meer, der Nordsee und der Ostsee verbreitet. Der Polychaet lebt auf weichen, schlammigen Untergründen und ist in Ästuaren mit Brackwasser häufig.
Mit seinen beiden Palpen sammelt Streblospio benedicti Nahrungspartikel aus Schlamm und Detritus von der Substratoberfläche ein und befördert sie zum Mund.

## Entwicklungszyklus
Streblospio benedicti ist getrenntgeschlechtlich, und das Muttertier brütet in Brutbeuteln am Rücken die dort befruchteten Eier aus. In manchen Populationen leben die Larven, nachdem sie mit etwa 0,3 mm Größe die Mutter verlassen haben, etwa 7 Wochen als frei schwimmendes Zooplankton von Phytoplankton, während in anderen Populationen die Eier dotterreicher sind, die Larven länger, bis zu einer Größe von etwa 0,6 mm bei der Mutter verbleiben und nur wenige Stunden bis Tage als frei schwimmende, nicht fressende Larve leben, ehe sie niedersinken und zu einem kriechenden Wurm metamorphosieren.